# Šváby
Šváby (węg. Németsóvár) – osiedle w Preszowie, część dzielnicy Solivar, przyłączonej do miasta w 1970. Šváby były osadą założoną w 1781 przez cesarza Józefa II i zasiedloną przez niemieckich kolonistów (stąd nazwa), głównie z Turyngii i Alzacji. W latach 1981–1987 osada została zburzona a na jej miejscu powstało osiedle bloków z wielkiej płyty. Pozostałością po dawnej zabudowie jest ulica Švábska.